# Global Verde
Global Verde (GG) (em inglês:  Global Greens) é uma rede internacional de Partidos Verdes cujos princípios estão definidos na Carta dos Verdes Mundiais afirmados na sua fundação, em abril de 2001 em Camberra, Austrália.
Actualmente a organização é constituída por quatro federações que estão se organizando para evoluir de forma cada vez mais internacional:
- Federação de África: A rede de Verdes de África
- Federação de América: A Federação de Partidos Verdes das Américas
- Federação de Ásia - Pacífico: A rede de Verdes de Ásia - Pacífico
- Federação de Europa: O Partido Verde Europeu

## Partidos membros
PARTIDOS VERDES DE ÁFRICA (19 partidos)
- Benim - Os Verdes de Benim
- Burundi - Movimento Verde Burundi
- Egipto - Os Verdes (Egipto)
- Guiné - Partido Ecologista da Guiné
- Guiné-Bissau - Liga Guineense de Protecção Ecológica
- Mali - Partido Ecologista do Mali
- Níger - Partido Verde do Níger
- Nigéria - Partido Verde (Nigéria)
- Ruanda - Sociedade Verde Ruandesa
- Uganda - Movimento Verde de Uganda
- Zâmbia - Os Verdes (Zâmbia)

PARTIDOS VERDES DE AMÉRICA (11 partidos)
- Argentina - Iniciativa Verde (Argentina)
- Brasil - Partido Verde (Brasil)
- Canadá - Partido Verde do Canadá
- Chile - Partido Ecologista do Chile
- Estados Unidos - Partido Verde (Estados Unidos)
- México - Partido Verde Ecologista do México
- Nicarágua - Partido Verde Ecologista de Nicarágua
- Peru - Partido Ecologista Alternativa Verde do Peru
- República Dominicana - Partido Verde da República Dominicana
- Venezuela - Movimento Ecológico da Venezuela
- Colômbia - Partido Verde (Colômbia)

Partidos observadores (3 partidos)
- Bolívia - Partido Verde (Bolívia)
- Guatemala - Os Verdes (Guatemala)
- Guiana Francesa - Guiana Francesa Os Verdes (Guiana Francesa)

PARTIDOS VERDES DE ASIA E OCEANÍA (14 partidos)
- Austrália - Verdes Australianos
- Coreia do Sul - Verdes Coreanos (Coreia do Sul)
- Filipinas - Partido Verde das Filipinas
- Nepal - Partido Verde do Nepal
- Nova Caledónia - Os Verdes Pacifique (Nova Caledónia)
- Nova Zelândia - Partido Verde da Nova Zelândia
- Paquistão - Verdes Paquistaneses (Paquistão)
- Papua Nova Guiné - Partido Verde da Papua Nova Guiné
- Polinésia Francesa - Os Verdes da Polinésia (Polinésia Francesa)
- Sri Lanka - Partido Verde (Sri Lanka)
- Taiwan - Partido Verde (Taiwan)
- Vanuatu - Confederação dos Verdes do Vanuatu (Rep. de Vanuatu)

PARTIDOS VERDES DE EUROPA  (36 partidos)
- Albânia - Partido Verde (Albânia)
- Alemanha - Aliança 90/Os Verdes
- Áustria - Os Verdes - Alternativa Verde (Áustria)
- Bélgica - Os Verdes (Bélgica)
- Bulgária - Partido Verde de Bulgária
- Chipre - Partido Verde (Chipre)
- Espanha - Os Verdes (Espanha)
- Espanha - Iniciativa pela Catalunha Verde (ICV) (Espanha)
- Finlândia - Aliança dos Verdes
- França - Os Verdes (França)
- Grécia - Partido Ecologista (Grécia)
- Holanda - Os Verdes (Holanda)
- Irlanda - Partido Verde (Irlanda)
- Itália - Federação dos Verdes (Itália)
- Luxemburgo - Os Verdes (Luxemburgo)
- Malta - Alternativa Democrática (Malta)
- Moldávia - Partido Ecologista da Moldávia "Aliança Verde" (PEM AVE) (Moldávia)
- Noruega - Partido Verde (Noruega)
- Portugal - Partido Ecologista "Os Verdes" (Portugal)
- Reino Unido - Partido Verde da Inglaterra e do País de Gales
- Reino Unido - Partido Verde Escocês (Reino Unido)
- República Checa - Partido Verde (República Checa)
- Roménia - Partido Verde (Roménia)
- Suécia - Partido Verde (Suécia)
- Suíça - Os Verdes (Suíça)

Partidos observadores (8 partidos)
- Andorra - Os Verdes de Andorra (Andorra)
- Dinamarca - Partido Popular Socialista
- Rússia - Rússia Verde (Rússia)
- Turquia - Partido Verde de Turquia (Turquia)